# Hirojuki Abe
Hirojuki Abe (* 5. červenec 1989) je japonský fotbalista.

## Klubová kariéra
Hrával za týmy Gamba Osaka a Kawasaki Frontale.

## Reprezentační kariéra
Hirojuki Abe odehrál za japonský národní tým v roce 2017 celkem 3 reprezentační utkání.

## Statistiky
| Japonsko | Japonsko | Japonsko |
| Roky     | Záp.     | Góly     |
| -------- | -------- | -------- |
| 2017     | 3        | 0        |
| Celkem   | 3        | 0        |